# NGC 7118
NGC 7118 es una galaxia elíptica (E-S0) localizada en la dirección de la constelación de Grus. Posee una declinación de -48° 21' 12" y una ascensión recta de 21 horas, 46 minutos y 9,8 segundos.
La galaxia NGC 7118 fue descubierta en 30 de septiembre de 1834 por John Herschel.